# Aleksandr Tairow
Aleksandr Jakowlewicz Tairow, właśc. Kornblit (ros.  Александр Яковлевич Таиров (Корнблит), ur. 24 czerwca?/6 lipca 1885 w Romnach lub w Równem, zm. 25 września 1950 w Moskwie) – rosyjski aktor, reżyser i reformator teatru.

## Życiorys
W 1905 debiutował jako aktor, a w 1908 jako reżyser, do 1913 pracował w różnych teatrach, m.in. 1906–1907 w petersburskim Teatrze Wiery Komissarżewskiej i w 1913 w moskiewskim Wolnym Teatrze J. Mardżanowa. W 1914 wspólnie z Alisą Koonen i grupą młodych aktorów założył Teatr Kameralny w Moskwie i kierował nim do 1949. Był przeciwnikiem teatru umownego Meyerholda i naturalizmu (utożsamianego przez siebie z realizmem Stanisławskiego), dążył do stworzenia teatru syntetycznego, w którym tekst literacki miał być jednym z równorzędnych elementów (obok ruchu, gestu, mimiki, muzyki, dekoracji, światła i kostiumów) tworzących spektakl. Współpracował z wybitnymi kompozytorami i plastykami, m.in. z A. Ekster przy inscenizacji sztuki J. Anienskiego Famira Kifared (1916) i Salome Wilde’a (1917). Był jednym z najwybitniejszych przedstawicieli reformy teatru z początku XX w. – jako pierwszy zastosował na scenie kubistyczne dekoracje i kostiumy, a w komponowaniu świateł scenicznych korzystał z pomocy A. Appii i A. Salzmana. Wprowadził do repertuaru rosyjskiego teatru sztuki E. O’Neilla – m.in. Pożądanie w cieni wiązów (1926), P. Claudela – Zwiastowanie (1920), G.B. Shawa – Święta Joanna (1924) i B. Brechta – Opera za trzy grosze (1930). Jego program artystyczny, opozycyjna wobec idei Stanisławskiego teoria tzw. neorealizmu, który w jego koncepcji miał wnikać w istotę rzeczywistości, a nie ją imitować, i zainteresowania repertuarowe preferujące dramaty poetyckie, spowodowały nasilające się ataki polityczne, w związku z którymi w latach 30. odszedł od neorealizmu na rzecz „realizmu konkretnego” i wprowadził do repertuaru dramaturgię o tematyce rewolucyjnych przemian w Rosji, jednak mimo to do końca twierdził, że „realizm zaczyna się tam, gdzie się kończy imitacja”. Jego najważniejsze spektakle to powstałe w pierwszym okresie jego działalności Śakuntala Kalidasy (1914), Salome O. Wilde’a (1917), Fedra J.B. Racine’a (1921) i Burza A. Ostrowskiego (1924). Z późniejszych przedstawień do historii teatru przeszła Tragedia optymistyczna W. Wiszniewskiego (1933) z Alisą Koonen w roli Komisarza. A. Tairow opublikował Notatki reżysera (1921, wyd. rozsz. 1970, wyd. pol. 1978). Został pochowany na Cmentarzu Nowodziewiczym.